# Hengifoss
Hengifoss är ett vattenfall i republiken Island.   Det ligger i regionen Austurland, i den östra delen av landet, 300 km öster om huvudstaden Reykjavík. Hengifoss ligger 231 meter över havet.
Terrängen runt Hengifoss är varierad.  Trakten runt Hengifoss är nära nog obefolkad, med mindre än två invånare per kvadratkilometer. Trakten runt Hengifoss består i huvudsak av gräsmarker.